# Wilhelm von Lucam
Wilhelm Ritter von Lucam (* 6. Jänner 1820 in Wien; † 30. September 1900 in Bad Ischl) war ein österreichischer Bankmanager.

## Leben

### Herkunft und Familie
Wilhelm von Lucam entstammte einer niederösterreichischen Patrizierfamilie, die 1749 nobilitiert wurde. Er war ein Sohn des Wiener Hofbuchhaltereioffizials Christian von Lucam († 1845). Seine Brüder waren ebenfalls Bankbeamte (Christian, 1820–1845) und Carl (1826–1907), verheiratet mit Anna von Lucam. Wilhelm blieb ledig.

### Werdegang und Wirken
Nach dem Besuch des Polytechnischen Instituts Wien eignete er sich als Autodidakt vorzügliche Sprachkenntnisse und ein profundes Allgemeinwissen an. So wurde er 1838 Korrespondent und Kassierer einer kleinen Wiener Bankfirma und trat 1842 in die Dienste der Österreichischen Nationalbank. Dort übernahm er verantwortungsvolle Aufgaben und wurde zu Verhandlungen mit ausländischen Notenbanken gesandt. Dabei besorgte er Edelmetall  für den Metallschatz der österreichischen Bank. 1854 kam die Ernennung zum zweiten Sekretär und 1857 zum Generalsekretär. 
Einer seiner Mitarbeiter war Gustav von Leonhardt. 
Am 7. Juli 1862 verfasste er einen Bericht über die beantragten Änderungen des Übereinkommens zwischen dem Staate und der Bank. 
Unter seiner Mitwirkung kam 1863 die Plenersche Bankakte, benannt nach dem Finanzminister Ernst von Plener, zustande.  Dadurch wurde die Nationalbank zu einer der modernsten in Europa. 
Lucam führte sein Amt sehr erfolgreich und stärkte durch gründliche Reformen die Leistungsfähigkeit der Bank. 1878, als die Nationalbank in die österreichische und ungarische Bank umgestaltet wurde, setzte sich Lucam vehement für die Einheit der Bank ein und legte den Entwurf eines Statuts vor, der wesentliche Teile der endgültigen Regelung bestimmte. Er wandte sich – seiner altliberalen Überzeugung folgend – gegen eine Stärkung des ungarischen Einflusses. So wurde er bei der Besetzung des Gouverneurpostens in der neuen Bank übergangen. In den Jahren von 1878 bis 1881 war er Vizegouverneur und in dieser Funktion der Direktor der Hauptanstalt der Oesterreichisch-ungarischen Bank in Wien. 
Am 10. November 1881 trat er aus gesundheitlichen Gründen aus seinem Amt zurück; der Generalrat der Bank nahm dieses Gesuch an.
Im Jahr darauf, als der österreichische Finanzminister Emil Steinbach eine Enquete-Kommission (Wiederherstellung der Valuta) einsetzte, hielt Lucam ein vielbeachtetes Plädoyer für die Einführung der Goldwährung. Mit seinem Gutachten trug er wesentlich zur Einführung der Goldwährung in Österreich-Ungarn bei. 
Sein erhebliches Geldvermögen brachte er in eine Stiftung ein, die sich der Förderung der Armenfürsorge und der Schülerstipendien widmete.

### Schriften
- 1861: Die Österreichische Nationalbank und ihr Verhältniss zu dem Staate (Mitautor)
- 1876: Die österreichische Nationalbank während der Dauer des dritten Privilegiums

### Auszeichnungen
- 1866  Leopold-Orden[4]
- Ritter des Ordens der Eisernen Krone II. Klasse